# Семиз-Бель
Семиз-Бель (кирг. Кара-Тоо) — высокогорное село Кочкорского района. Административный центр Семиз-Бельского аильного округа в Нарынской области Кыргызской Республики.
Расположено в 7 км северо-западнее районного центра с. Кочкорка и в 118 км от Ат-Баши.
Население в 2009 году составляло 1 127 человек. Население занимается, в основном, животноводством.
Расположено в районе ожидаемых землетрясений II-категории опасности с балльностью 5-7